# I-League 2015-16
I-League 2015–16 là mùa giải thứ 9 của I-League, giải bóng đá chuyên nghiệp Ấn Độ, kể từ khi thành lập năm 2007. Mùa giải khởi tranh ngày 9 tháng 1 năm 2016, sau khi Indian Super League chấm dứt, và kết thúc ngày 24 tháng 4 năm 2016.
Bengaluru FC giành danh hiệu I-League thứ 2 sau khi giành danh hiệu đầu tiên vào mùa giải 2013–14. Đương kim vô địch Mohun Bagan về đích thứ 2. Aizawl và DSK Shivajians lần đầu tiên tham dự giải, Aizawl nhờ thăng hạng từ I-League 2nd Division và DSK Shivajians là tấm vé trực tiếpthrough a direct-entry spot.

### Sân vận động và địa điểm
Ghi chú: Bảng liệt kê theo thứ tự bảng chữ cái.
| Đội bóng        | Sân vận động                  | Sức chứa |
| --------------- | ----------------------------- | -------- |
| Aizawl          | Sân vận động Rajiv Gandhi     | 20,000   |
| Bengaluru FC    | Sân vận động Sree Kanteerava  | 24,000   |
| DSK Shivajians  | Balewadi Sports Complex       | 22,000   |
| East Bengal     | Sân vận động Salt Lake        | 68,000   |
| East Bengal     | Sân vận động Kanchenjunga     | 35,000   |
| Mohun Bagan     | Sân vận động Salt Lake        | 68,000   |
| Mohun Bagan     | Sân vận động Barasat          | 22,000   |
| Mumbai          | Cooperage Ground              | 5,000    |
| Salgaocar       | Sân vận động Tilak Maidan     | 12,000   |
| Shillong Lajong | Sân vận động Jawaharlal Nehru | 30,000   |
| Sporting Goa    | Sân vận động Fatorda          | 19,500   |

### Nhân sự và trang phục thi đấu
| Đội bóng        | Huấn luyện viên trưởng | Đội trưởng            | Nhà tài trợ trang phục | Nhà tài trợ áo đấu              |
| --------------- | ---------------------- | --------------------- | ---------------------- | ------------------------------- |
| Aizawl          | Jahar Das              | David Lalrinmuana     | Vamos                  | North East Consultancy Services |
| Bengaluru FC    | Ashley Westwood        | Sunil Chhetri         | Puma                   | JSW                             |
| DSK Shivajians  | Derrick Pereira        | Aser Pierrick Dipanda | Nivia                  | DSK Group                       |
| East Bengal     | Trevor Morgan          | Gurwinder Singh       | Shiv Naresh            | Kingfisher                      |
| Mohun Bagan     | Sanjoy Sen             | Shilton Paul          | Shiv Naresh            | Không có                        |
| Mumbai          | Khalid Jamil           | Taisuke Matsugae      | Nivia                  | Playwin                         |
| Salgaocar       | Santosh Kashyap        | Karanjit Singh        | Shiv Naresh            | Salgaocar                       |
| Shillong Lajong | Thangboi Singto        | Aibor Khongjee        | Adidas                 | Gionee                          |
| Sporting Goa    | Mateus Costa           | Odafa Onyeka Okolie   | Không có               | Models                          |

### Thay đổi huấn luyện viên
| Đội bóng       | Huấn luyện viên đi     | Hình thức đi       | Ngày trống          | Vị trí trong bảng xếp hạng | Huấn luyện viên đến    | Ngày bổ nhiệm       |
| -------------- | ---------------------- | ------------------ | ------------------- | -------------------------- | ---------------------- | ------------------- |
| East Bengal    | Eelco Schattorie       | Thỏa thuận đôi bên | 19 tháng 6 năm 2015 | Trước mùa giải             | Biswajit Bhattacharya  | 19 tháng 6 năm 2015 |
| Salgaocar      | Derrick Pereira        | Thỏa thuận đôi bên | 26 tháng 6 năm 2015 | Trước mùa giải             | Malky Thomson          | 26 tháng 6 năm 2015 |
| Aizawl         | Hmingthana Zadeng      | Thỏa thuận đôi bên | 20 tháng 8 năm 2015 | Trước mùa giải             | Manuel Retamero Fraile | 20 tháng 8 năm 2015 |
| DSK Shivajians | New club               | New club           | New club            | Trước mùa giải             | Derrick Pereira        | 20 tháng 8 năm 2015 |
| Salgaocar      | Malky Thomson          | Thỏa thuận đôi bên | 29 tháng 1 năm 2016 | thứ 9                      | Santosh Kashyap        | 29 tháng 1 năm 2016 |
| Aizawl         | Manuel Retamero Fraile | Sa thải            | 7 tháng 2 năm 2016  | thứ 7                      | Jahar Das              | 7 tháng 2 năm 2016  |
| East Bengal    | Biswajit Bhattacharya  | Từ chức            | 11 tháng 4 năm 2016 | thứ 3                      | Trevor Morgan          | 13 tháng 4 năm 2016 |

### Cầu thủ nước ngoài
Restricting the number of foreign players strictly to Five per team. A team could use Four foreign players on the field each game.
| Câu lạc bộ      | Cầu thủ 1               | Cầu thủ 2           | Cầu thủ 3       | Cầu thủ châu Á    |
| --------------- | ----------------------- | ------------------- | --------------- | ----------------- |
| Aizawl          | Alfred Jaryan           | Emmanuel Chigozie   | Joel Sunday     | Yuta Kinowaki     |
| Bengaluru FC    | John Johnson            | Michael Collins     | Curtis Osano    | Kim Song-Yong     |
| DSK Shivajians  | Aser Pierrick Dipanda   | Douhou Pierre       | Juan Quero      | Zohib Islam Amiri |
| East Bengal     | Bernard Mendy           | Ranti Martins       | Bello Razaq     | Do Dong-hyun      |
| Mohun Bagan     | Luciano Sabrosa         | Sony Norde          | Cornell Glenn   | Katsumi Yusa      |
| Mumbai          | Ryuki Kozawa            | Eric Brown          | Son Min-chol    | Taisuke Matsugae  |
| Salgaocar       | Éder Monteiro Fernandes | Darryl Duffy        | Martin Scott    | Calvin Mbarga     |
| Shillong Lajong | Fábio Pena              | Uilliams            | Penn Orji       | Yusuke Yamagata   |
| Sporting Goa    | Loveday Enyinnaya       | Odafa Onyeka Okolie | Densil Theobald | Mahmoud Amnah     |

## Bảng xếp hạng
Bản mẫu:Bảng xếp hạng I-League 2015–16

### Bảng kết quả
| Nhà \ Khách     | AFC | BFC | DSK | KEB | MB  | MUM | LAJ | SFC | SCG |
| --------------- | --- | --- | --- | --- | --- | --- | --- | --- | --- |
| Aizawl          | —   | 0–1 | 2–0 | 2–3 | 2–1 | 2–0 | 0–0 | 0–1 | 0–2 |
| Bengaluru FC    | 1–0 | —   | 4–1 | 3–1 | 0–2 | 1–0 | 3–0 | 2–0 | 1–2 |
| DSK Shivajians  | 0–1 | 1–1 | —   | 2–0 | 0–2 | 1–0 | 1–1 | 2–3 | 3–1 |
| East Bengal     | 2–0 | 0–1 | 1–0 | —   | 2–1 | 2–2 | 4–0 | 2–1 | 0–0 |
| Mohun Bagan     | 3–1 | 5–0 | 3–3 | 1–1 | —   | 2–0 | 1–1 | 4–2 | 1–0 |
| Mumbai          | 2–2 | 2–0 | 4–0 | 0–0 | 0–0 | —   | 2–1 | 2–1 | 2–2 |
| Shillong Lajong | 3–1 | 0–2 | 1–1 | 1–0 | 2–2 | 0–0 | —   | 1–0 | 1–0 |
| Salgaocar       | 1–1 | 1–2 | 1–1 | 3–1 | 1–3 | 2–2 | 1–0 | —   | 0–3 |
| Sporting Goa    | 1–1 | 2–2 | 0–0 | 1–3 | 1–1 | 3–2 | 5–2 | 1–1 | —   |

      Home team won;       Trận drawn;       Away team won;

## Thống kê mùa giải
Tính đến 24 tháng 4 năm 2016
| Thứ hạng | Cầu thủ               | Đội bóng       | Bàn thắng |
| -------- | --------------------- | -------------- | --------- |
| 1        | Ranti Martins         | East Bengal    | 12        |
| 2        | Darryl Duffy          | Salgaocar      | 11        |
| 2        | Cornell Glen          | Mohun Bagan    | 11        |
| 4        | Aser Pierrick Dipanda | DSK Shivajians | 7         |
| 5        | Odafa Onyeka Okolie   | Sporting Goa   | 6         |
| 6        | Katsumi Yusa          | Mohun Bagan    | 5         |
| 6        | Kim Song-Yong         | Bengaluru FC   | 5         |
| 6        | Sony Norde            | Mohun Bagan    | 5         |
| 6        | Sunil Chhetri         | Bengaluru FC   | 5         |
| 6        | Sushil Kumar Singh    | Mumbai         | 5         |

| Thứ hạng | Cầu thủ             | Đội bóng     | Bàn thắng |
| -------- | ------------------- | ------------ | --------- |
| 1        | Sunil Chhetri       | Bengaluru FC | 5         |
| 1        | Sushil Kumar Singh  | Mumbai       | 5         |
| 3        | C.K. Vineeth        | Bengaluru FC | 4         |
| 3        | Jeje Lalpekhlua     | Mohun Bagan  | 4         |
| 5        | Bikash Jairu        | East Bengal  | 3         |
| 5        | Sumit Passi         | Sporting Goa | 3         |
| 7        | Balwant Singh       | Mohun Bagan  | 2         |
| 7        | Eugeneson Lyngdoh   | Bengaluru FC | 2         |
| 7        | Jackichand Singh    | Salgaocar    | 2         |
| 7        | Marcus Masceranhas  | Sporting Goa | 2         |
| 7        | Nicholas Fernandes  | Sporting Goa | 2         |
| 7        | Subhasish Bose      | Sporting Goa | 2         |
| 7        | Thongkhosiem Haokip | Salgaocar    | 2         |
| 7        | Jayesh Rane         | Mumbai       | 2         |

### Hat-trick
| Cầu thủ       | Đội bóng    | Đối thủ         | Kết quả | Ngày                | Tham khảo |
| ------------- | ----------- | --------------- | ------- | ------------------- | --------- |
| Ranti Martins | East Bengal | Shillong Lajong | 4–0     | 9 tháng 2 năm 2016  | [ 13 ]    |
| Darryl Duffy  | Salgaocar   | DSK Shivajians  | 3–2     | 14 tháng 2 năm 2016 | [ 14 ]    |
| Ranti Martins | East Bengal | Aizawl          | 3–2     | 12 tháng 3 năm 2016 | [ 15 ]    |

## Giải thưởng

### Giải thưởng AIFF
Liên đoàn bóng đá Ấn Độ awarded the following awards for the I-League season.
- Cầu thủ xuất sắc nhất I-League: Sony Norde (Mohun Bagan)
- Thủ môn xuất sắc nhất I-League: Amrinder Singh (Bengaluru FC)
- Hậu vệ xuất sắc nhất I-League: John Johnson (Bengaluru FC)
- Tiền vệ xuất sắc nhất I-League: Eugeneson Lyngdoh (Bengaluru FC)
- Tiền đạo xuất sắc nhất I-League: Ranti Martins (East Bengal)
- Huấn luyện viên xuất sắc nhất I-League: Ashley Westwood (Bengaluru FC)
- Nhà tổ chức xuất sắc nhất I-League: Bengaluru FC